# 友森昭一
友森 昭一（とももり しょういち、1966年1月13日 - ）は、福岡県出身のミュージシャン、ギタリスト。血液型はO型。既婚。
数々のアーティストやライブに参加、サポートやプロデュースをこなし、「ギターを抱えた渡り鳥」や「流し(流れ)のスーパーギタリスト」とも呼ばれる。

## バンド遍歴
- 1984年〜1985年 - AUTO-MOD
- 1986年〜1987年 - レベッカ
- 1987年、1998年 - 筋肉少女帯
- 1990年 - LIQUID BLUE [w/ 藤原真人(key)]
- 1992年〜1994 - Rittz [w/ 中幸一郎(d), 本田聡(b), 西坂コーメイ(vo)]
- 2004年〜 - 金星ダイヤモンド [w/ 椿鬼奴(vo), 金剛石琴音(g), 高井5キャラット(b)] トモモーリス名義でドラム担当[1]
- 2013年〜 - 鬼束ちひろ & BILLYS SANDWITCHES [w/ 鬼束ちひろ(vo), 富樫春生(piano)]
- 2016年〜 - JET SET BOYS [w/高橋まこと（d）、椎名慶治（vo）、友森昭一（g）、tatsu（b）][2]

## サポート
- De-LAX
- PERSONZ
- 宮原学
- ゴーバンズ
- 氷室京介
- 奥居香
- hitomi
- 藤井フミヤ
- Yo-GO'S
- BIFF
- KP
- 六本木
- 玉川ドミニコボーイズ
- KENZI & THE TRIPS
- 大中昭
- 椎名慶治
- 大塚愛
- 岸岡ちなみ

and more

## レコーディング参加
- 氷室京介 『Higher Self』
- 氷室京介 『MISSING PIECE』
- 2014 -椎名慶治『I & key EN II』Guitar[3]

## ライブ参加
- 1986年11月1日　REBECCA 早稲田大学学園祭 シークレットライブ
- 1987年2月20日　REBECCA 日本武道館 Show Time Again
- 1988年7月〜8月 氷室京介 KING OF ROCK SHOW "DON'T KNOCK THE ROCK"
- 1988年10月1日〜1989年1月4日 氷室京介

KING OF ROCK SHOW "FLOWERS for ALGERNON"
- 1989年10月16日〜1990年1月19日 氷室京介

"NEO FASCIO"TOUR
- 1990年2月26日〜1990年4月3日 氷室京介

"NEO FASCIO ENCORE" TOUR ARENA '90
- 2019年1月13日〜2月6日- 大槻ケンヂミステリ文庫 [4]
- 2014年1月13日〜4月5日- 鬼束ちひろ & BILLYS SANDWITCHES全国ツアー＜Heart Beat Tour 2014＞[5]

## プロデュース
- ヨシケン

## 楽曲提供
- GO-BANG'S
シングル『ざまぁかんかん娘(ガール)』(1988)収録曲 (作曲)
ざまぁかんかん娘(ガール)

- LIQUID BLUE
アルバム『RAMBLING ON THE EARTH』(1990)収録曲 (作詞・作曲)
Banana／Happy Birthday／Radical Machine／Sunshine My Life／Twilight／Vanishing Night

- 氷室京介
アルバム『Higher Self』(1991)収録曲 (作曲)
Psychic Baby／Wild at Night

- Rittz
アルバム『RittZ I』(1992)収録曲 (作曲)
Fresh Cream／Moon Struck／Stay／砂
アルバム『RittZ II』(1993)収録曲 (作曲)
I Don't know／Psychedelic Flower／Rainy Eyes／Strange Emotion／Cry Like a Child
アルバム『RittZ III』(1993)収録曲 (作曲)
Badvibe／Soul Child／Way
シングル『Touch Me』(1993)収録曲 (作曲)
Touch Me／'til Your Blues Come Out

- 三上博史
アルバム『TRANSIENT』(1994)収録曲 (作曲)
Transient

- 椎名慶治
アルバム『RABBIT-MAN』(2011)収録曲 (作曲)
Space Rabbit -From Another Planet-
アルバム『RABBIT “BEST” MAN』(2016)収録曲(作曲)
ゴゾウ☆ロック

- 鬼束ちひろ & BILLYS SANDWITCHES
アルバム『TRICKY SISTERS MAGIC BURGER』(2014)収録曲（作曲）
Billys Sandwitches のテーマ／Dreamer Sonic／I'm With Your Shadow／Mad Man／Psycho Lady's Rain／Road of Honesty／Way to Your Heartbeat／Your Quiet Fantasia／あなたとScience [Hysteric Version]／レディー･タイム･マシン･ブルース

- 金星ダイヤモンド
アルバム『2014 GOLD』(2014)収録曲 (作曲)
SDS／鬼のシャンソン

## TV
- 2017 -BSプレミアム『The Covers』ROOTS66バンドメンバーとして出演（g）[6]